# Aztlán, Chiapas
Aztlán är en ort i Mexiko.   Den ligger i kommunen Huixtla och delstaten Chiapas, i den sydöstra delen av landet, 800 km sydost om huvudstaden Mexico City. Aztlán ligger 13 meter över havet och antalet invånare är 286.
Terrängen runt Aztlán är mycket platt. Havet är nära Aztlán åt sydväst. Runt Aztlán är det ganska glesbefolkat, med 34 invånare per kvadratkilometer. Närmaste större samhälle är Francisco I. Madero, 18,1 km öster om Aztlán. 